# Marcel-Marie Desmarais
Pour les articles homonymes, voir Desmarais.
Marcel-Marie Desmarais, né le 6 avril 1908 à Montréal (Québec) et mort le 16 juillet 1994 dans la même ville, est un prêtre catholique, écrivain, prédicateur, communicateur et docteur en psychologie québécoise. 
Père dominicain, il fut également missionnaire au Brésil dans les années 1940. À son retour au Québec au milieu des années cinquante, il s'est fait largement connaître grâce à ses livres et sa présence dans vingt-deux stations de radio et à la télévision, avec une émission qui s'intitulait La clinique du cœur dont il a tiré une dizaine de livres qui se sont vendus à des centaines de milliers d'exemplaires. On peut dire qu'il eut une influence considérable sur les mentalités de l'époque.